# Little Bedwyn
Little Bedwyn – wieś w Anglii, w hrabstwie Wiltshire. Leży 39 km na północny wschód od miasta Salisbury i 102 km na zachód od Londynu. W 2001 miejscowość liczyła 280 mieszkańców.